# 恵とも子
恵 とも子（けい ともこ、1949年11月23日 - ）は、東京都品川区出身の元歌手、タレント、女優。渡辺プロダクション（ナベプロ）に所属していた。

## 人物
本名は、鈴木 とも子。身長158cm。体重45kg。
アメリカ人の父と日本人の母を持つ。
1963年、東京音楽学院に入学し、スクールメイツの一員となる。
1966年、集英社の雑誌「週刊明星」の表紙で「可愛いエンゼル」として人気を博す。紙面での募集により、「モコちゃん」のニックネームで呼ばれた。
1968年、結婚して渡米し、芸能界を引退した。
歌手の髙橋真梨子とは所属していたナベプロの渡辺晋社長宅で同居していた。

## 出演作品

### テレビドラマ
- ごろんぼ波止場（1964年 - 1966年、TBS）
- てなもんや三度笠（ABC）
  - 第167話「武生の女難」（1965年）
  - 第192話「角兵衛地蔵」（1966年）
  - 第231話「飯坂の陰謀」（1966年）
  - 第291話「藤川の水車小屋」（1967年）
- てんてこ漫遊記（1966年、ABC） - めぐみ姫
- オーイわーいチチチ（1966年、NTV） - 女学生
  - 第5話「宿題やだなあモン」
  - 第9話「￥200000でも買えないもの」
  - 第22話（最終回）「動物らしく生きようよ」
- ナショナル劇場 / 戦国太平記 真田幸村（1966年、TBS） - 千姫
- 太陽のあいつ（1967年、TBS） - 留美
- 仮面の忍者 赤影 第6話「恐怖の大魔像」（1967年、KTV） - 楓
- 青春（1967年、CX）
- 上方コメディー / 戦国紳士録（1968年、ABC）

### テレビ番組
- 明星スターパレード（1964年 - 1966年、NTV）
- アイデア買います!（1966年1月15日、東京12チャンネル〈現在のテレビ東京〉） - ゲスト審査員
- 吉永小百合ショー（1966年、NTV）
- プラチナゴールデンショー（1966年 - 1968年、NTV）
- 日産スター劇場 / クレイジーの1966年重大ニュース（1966年、NTV）
- ヤング720（1967年、TBS）

### 映画
- 陽のあたる坂道（1967年、日活） - 田代くみ子
- てなもんや幽霊道中（1967年、東宝） - 博多小春／まゆみ姫
- 東京市街戦（1967年、日活） - カオリ

### 舞台
- 日劇梅田コマ劇場

### 雑誌
- 週刊明星 1月号、7月号（1966年、集英社）

### CM
- ハリス フーセンガム（1966年）

## ディスコグラフィ
- 「ピンクの口紅／なぜか教えて」（1966年10月5日）
- 「大人の匂い／花のおしゃべり」（1967年）